# خرابی (فیلم ۲۰۰۵)
خرابی (انگلیسی: Havoc) فیلمی در ژانر درام و جنایی به کارگردانی باربارا کاپل است که در سال ۲۰۰۵ منتشر شد.

## بازیگران
- ان هتوی
- بیجو فیلیپس
- شیری اپلبی
- آلکسیس دزینا
- فردی رودریگز
- مایکل بین
- جوزف گوردون لویت
- مت اولری
- لورا سن جاکومو
- مایک فوگل
- ریموند کروز
- چنینگ تیتوم
- جاش پک
- سم هنینگز
- جی دی پاردو
- لورا برکنریج